# هجوم ريف دمشق (مارس–أغسطس 2013)
هجوم ريف دمشق كان هجوم لقوات الحكومة السورية وحلفائها في محافظة ريف دمشق التي بدأت في أواخر مارس 2013 كجزء من الحرب الأهلية السورية.

## الهجوم

### الدخول إلى الغوطة الشرقية
في أواخر مارس 2013 فتحت القوات الحكومية جبهة جديدة في بلدة العتيبة في محاولة لتحويل جهود الحرب ومهاجمة قوات المعارضة في الغوطة الشرقية من الخلف.
في 7 أبريل شنت القوات الحكومية هجوما شرق دمشق حيث ادعت وكالة الأنباء السورية (سانا) أن الجيش فرض حصارا على منطقة الغوطة الشرقية التي تسيطر عليها المعارضة. ذكرت المعارضة أن هجمات الجيش المكثفة على المنطقة كانت مستمرة منذ منتصف مارس. أكد أحد قادة المعارضة أن المدخل الشمالي للغوطة كان محاصرا وذكر ناشط معارض أنه تم شن هجوم حكومي بقيادة دبابات على الغوطة الشرقية باتجاه الجنوب من اتجاه مطار دمشق الدولي.
في 15 أبريل قتل ما لا يقل عن 20 شخصا في غارات جوية وقذائف صاروخية في شمال وشرق دمشق. يقال أن مقاتلي المعارضة زادت قوتهم في حيي القابون وبرزة للحد من خطر استخدام الأسلحة الكيميائية عليهم حيث من المرجح أن يوقعوا إصابات في صفوف الجيش السوري يقاتلون المعارضة في أماكن قريبة.
في 18 أبريل اغتال مسلح علي علان رئيس العلاقات العامة في وزارة الشؤون الاجتماعية وعضو وكالة الإغاثة السورية في مطعم في منطقة المزة.
في 20 أبريل كان الجيش السوري يضغط من أجل السيطرة الكاملة على بلدة جديدة الفضل جنوب غرب دمشق. قتل 69 شخصا في المعركة التي استمرت أربعة أيام ومعظمهم من المعارضة. كما أثر القتال على بلدة جديدة عرطوز ذات الأغلبية المسيحية.

### سقوط جدیدة الفضل والعتيبة
في 21 أبريل استولى الجيش السوري على جديدة الفضل حيث ادعت المعارضة مزاعم بارتكاب مجزرة. ذكر المرصد السوري لحقوق الإنسان أن 250 شخصا قتلوا منذ بدء معركة جدیدة الفضل قبل خمسة أیام وتمكنوا من توثیق 127 قتيل من بینھم 27 معارضًا. ادعت المعارضة الأخرى أن عدد القتلى هو 450. ادعى أحد الناشطين أنه كان يحتجز 98 جثة في شوارع المدينة و 86 في عيادات مؤقتة تم إعدامهم بإجراءات موجزة. قال ناشط آخر أنهم وثقوا 85 شخصا أعدموا بينهم 28 قتلوا في مستشفى مؤقت. قال ناشطون معارضون أن 483 شخصا قتلوا في معركة البلدة من بينهم حوالي 300 مدني و 150 معارض. قال الجيش السوري أن 190 معارض قتلوا خلال المعركة واكتشفوا مقبرة جماعية في البلدة حيث زعموا أن المعارضة استخدموها لدفن موتاهم وجنود الحكومة والمدنيين الذين قتلوا.
في 24 أبريل استولى الجيش على بلدة العتيبة بعد معركة استمرت 37 يوما. كان انتصار الجيش نكسة كبيرة للمعارضة حيث كانت العتيبة بوابة للغوطة الشرقية والطريق الرئيسي إن لم يكن الوحيد لإمدادات الأسلحة لمنطقة دمشق. توقع مقاتل من المعارضة أن تقع قرى أخرى في الغوطة الشرقية الواحدة تلو الأخرى وسوف يصبح القتال حربا استنزاف. خلال القتال دعت المعارضة من العتيبة إلى تعزيزات من كتائب إسلامية في المنطقة كانوا يتنافسون فيها على النفوذ والأسلحة ولكن لم يتم الرد على دعواتهم قالت المعارضة أنهم يعتزمون استعادة المدينة بأي ثمن.

### الهجوم على جوبر وبرزة
في 26 أبريل واصلت القوات الحكومية هجومها بدفعها إلى منطقتي جوبر وبرزة في دمشق اللتين تتمتعان بوجود كبير للمعارضة. كانت القوات تواجه مقاومة ثقيلة بينما تقدمت بالدعم الجوي والمدفعي. كما قصفت مواقع المعارضة في منطقة قابون القريبة بقذائف الهاون وقاذفات الصواريخ المتعددة. كما تم تشديد حصار الجيش على بلدة معضمية الشام معقل المعارضة بالقرب من داريا بقصف يومي ونقص في الغذاء.
في 27 أبريل شنت المعارضة هجوما مضادا في العتيبة باستخدام كل من المشاة والمركبات. تم الإبلاغ عن غارات جوية على البلدة على الرغم من أن معظم المعركة كانت تجري في ضواحيها وفي مخيم الصاعقة وهو قاعدة للجيش السوري.
في 28 أبريل وللمرة الثالثة على التوالي واصل الجيش هجومه مع القتال العنيف في منطقة برزة.
في 29 أبريل وقع قتال عنيف على مشارف مطار دمشق الدولي. ذكر مصدر أمني أن القتال وقع على الطريق السريع المؤدي إلى المطار وأنه كان يتعين إغلاقه لمدة ساعة. في حي المزة نجا رئيس الوزراء وائل الحلقي من تفجير سيارة مفخخة استهدف موكبه.

### هجوم الجيش المستمر
في 1 مايو وفقا للمرصد السوري لحقوق الإنسان اندلع قتال في بلدات العبادة والمليحة وقيسا في ريف دمشق.
في 2 مايو استولى الجيش السوري على بلدة قيسا في الغوطة الشرقية. حذر نداء صادر عن عدد من النشطاء في المنطقة قوات المعارضة المتفرقة من الانسحاب أو مواجهة الهزيمة. «إذا لم تتحد تحت علم واحد فإن النظام سوف يطاردك لواء تلو الآخر».
في الفترة ما بين 4 و 6 مايو اندلع القتال في جميع أنحاء دمشق وريفها مع وقوع اشتباكات وتفجيرات في مخيم اليرموك للاجئين الفلسطينيين وبلدة دروشا ومخيم خان الشيخ حيث كان الجيش يحاول السيطرة على بلدة بيت ساهم والثيابية ومدينة زينب ومخيم الحسينية. كما اندلع القتال في ديرخابية البويضة وحي برزة. على الرغم من استمرار القتال في ضواحي دروشا بعد يومين من الاشتباكات وفقا للمرصد السوري لحقوق الإنسان كانت هناك تقارير عن تراجع جزئي للقوات النظامية من المنطقة. ادعى الجيش السوري أن قواته استولت على بلدتي العبادة والغريقة في الغوطة الشرقية ولكن لم يكن هناك تأكيد مستقل.
في 8 مايو أصيب زعيم جماعة جبهة النصرة المعارضة أبو محمد الجولاني أثناء قصف مدفعي جنوب دمشق.
في 9 مايو استولى الجيش السوري على بلدة جربا. في الوقت نفسه تم إطلاق قذائف الهاون على بلدة جرمانا التي تسيطر عليها الحكومة.
في الأيام التالية استمر القتال في أحياء برزة وجوبر في دمشق حيث قتل قائد معارض في اشتباكات مع الميليشيات الموالية للحكومة. كما تم الإبلاغ عن القتال مرة أخرى في قيسا.

### هجوم المعارضة المضاد
في 14 مايو توحدت عدة كتائب للمعارضة بما في ذلك جبهة النصرة الإسلامية مؤقتا تحت قيادة واحدة وأطلقت عملية الفرقان. الهدف المعلن للعملية هو محاولة استعادة العتيبة ومحاولة إعادة فتح خط إمداد المعارضة إلى دمشق ومنطقة الغوطة. استعادة العتيبة من أجل الضغط على مطار دمشق الدولي. قال المرصد السوري لحقوق الإنسان أن الوحدات الإسلامية بما في ذلك جبهة النصرة ومقاتلي المعارضة السورية تقاتل حول العتيبة. ومع ذلك في اليوم التالي كان هناك القليل من الأدلة على تجدد القتال حول العتيبة المتاحة على قنوات المعارضة المعتادة على يوتيوب لذلك كان من المستحيل أن تؤكد بشكل مستقل مدى القتال.
في 15 مايو زعمت المعارضة أنهم استعادوا مدينة قيسا. ومع ذلك في مطلع يونيو لا تزال المدينة تحت سيطرة الحكومة. أبلغ أيضا عن سيطرة الجيش على حرمان العواميد والعبادة.

### تجديد دخول الجيش
في 27 مايو أفيد بأن قوات حزب الله قد شاركت في عمليات قتالية ضد المعارضة في منطقة الغوطة الشرقية. استولى مقاتلو حزب الله على تسع بلدات في منطقة المرج المجاورة للغوطة وناشطون معارضون يزعمون أن الآلاف من أفراد المجموعة اللبنانية كانوا يتدربون في مركز استخبارات للقوات الجوية بالقرب من مطار دمشق الدولي.
في 28 مايو شن الجيش عملية كبرى ضد حي برزة في دمشق. تقدمت القوات الحكومية لمسافة 400 متر في المنطقة بعد الهجوم من الشمال والشرق والجنوب الشرقي. كان الهدف من العملية عزل منطقة المعارضة بالقرب من قابون. كما أفادت الأنباء أن الجيش وصل إلى مدينة عدرا شرق دمشق وأكمل عملية اجتياح عبر الأراضي التي تسيطر عليها المعارضة وقطع المزيد من خطوط الإمداد للمعارضة. كان الجيش يخطط لمواصلة دفعهم إلى الغرب والضغط على المعارضة بين القوات المتقدمة والمناطق التي تسيطر عليها الحكومة في دمشق.
بحلول 30 مايو تم حشد قوات المعارضة في الغوطة الشرقية ودعوا إلى تعزيز المساعدات حيث كانوا يخشون أن القوات الحكومية «تستعد لارتكاب المزيد من المذابح». في اليوم التالي قال هشام جابر وهو جنرال متقاعد في الجيش اللبناني يرأس مركز الشرق الأوسط للدراسات والبحوث السياسية في بيروت أن القوات الحكومية قامت بتطهير 80٪ من المناطق المحيطة بالعاصمة خلال الهجوم.
في 2 يونيو خلال اشتباكات عنيفة بين المعارضة والقوات الحكومية في منطقة جوبر بدمشق انفجرت سيارة مفخخة بالقرب من مركز للشرطة مما أسفر عن مقتل تسعة من رجال الشرطة. أيضا بالقرب من بلدة عين الجوزة اللبنانية القريبة من المنطقة الحدودية بين لبنان وسوريا ودمشق نفسها هاجم مقاتلو فريق الصواريخ التابع لحزب الله المعارضة الذين كانوا يستعدون لإطلاق الصواريخ على المناطق الشيعية في سهل البقاع اللبناني. قتل 14-17 معارضًا ومقاتلا من حزب الله.
في 4 يونيو ادعى التلفزيون الحكومي أن القوات الحكومية قد دفعت المعارضة من منطقة جوبر. لم تتوفر مصادر المعارضة للتعليق على هذا الادعاء. حاولت القوات الحكومية التي عززها مئات من مقاتلي حزب الله التسلل إلى مداميا. زعم ناشطون معارضون أن عضوين من حزب الله من بينهما قائد ميداني قتلا أثناء المحاولة. كما تم نشر المزيد من القوات الحكومية في داريا.
في 11 يونيو عانت قوات المعارضة من خسائر فادحة عندما لقى 27 من مقاتليها مصرعهم في كمين للجيش في منطقة المرج في الغوطة الشرقية بينما كانوا يحاولون اختراق الحصار العسكري لإدخال الإمدادات. سبعة مقاتلين آخرين مفقودون.
في 15 يونيو أفاد تليفزيون الدولة أن القوات الحكومية استولت على ضاحية الأحمدية بدمشق وهي جزء من الغوطة الشرقية. أكد قائد معارض أن هناك قتالا في المنطقة قبل يوم واحد. ادعى مصدر بالجيش أيضا أن القوات استولت على أجزاء من بلدة الخميسية القريبة.
في 16 يونيو انفجرت سيارة مفخخة كبيرة عند حاجز للجيش خارج مطار المزة العسكري مما أسفر عن مقتل 10 جنود وجرح 10 آخرين. وفقا للمرصد السوري لحقوق الإنسان أعقبت السيارة المفخخة انفجارات صغيرة من الصواريخ التي أطلقتها المعارضة.

### معركة للضواحي
في 18 يونيو شن الجيش عملياته في محاولة لاقتحام أجزاء من المعارضة في حي قابون في دمشق. حتى 22 يونيو كانت المعارضة لا تزال قادرة على إعادة القوات العسكرية. كان الجيش يحاول أيضا اقتحام منطقة برزة حيث كانت المعارضة تدافع عن دفع الجيش.
في 19 يونيو اشتبكت قوات الجيش وحزب الله مع المعارضة بالقرب من مستشفى الخميني في الزينبية بالقرب من مسجد السيدة زينب الشيعي. كانت القوات الحكومية تحاول الاستيلاء على قرى بالقرب من الزايبية وببيلة التي قصفها الجيش. أفادت التقارير أن الجيش يتقدم نحو الزيابية الواقعة جنوب ضاحية دمشق التي كان يقع فيها الضريح. ادعى التلفزيون الحكومي أن القوات الحكومية تمكنت من الاستيلاء على حي البهدلية خارج السيدة زينب في حين ادعت المعارضة أنها قادرة على الاستيلاء على المستشفى.
في 20 يونيو تقدمت قوات الجيش ببطء ولكن بثبات في منطقة المرج في الغوطة الشرقية حيث استولت على عدة بلدات كما تقدمت في منطقة السيدة زينب. أكد المعارضة أنهم لا يزالون محاصرين في الغوطة الشرقية دون أي وسيلة للهروب.
في الأسابيع المقبلة استولى حزب الله وقوات الميليشيات الشيعية العراقية على منطقتي بهدلية وحي الشمالنة على المقاربات الجنوبية الشرقية للعاصمة.
في 25 يونيو دخل الهجوم على قابون يومه السادس. كما شنت قوات الجيش هجوما كبيرا على أحياء أخرى في دمشق وضواحيها. بحسب المرصد السوري لحقوق الإنسان فإن «الجيش يحاول السيطرة على قابون وبرزة وجوبر والحجر الأسود واليرموك». أضافوا أن «الجيش ليس لديه القدرة على الاستيلاء على هذه الأحياء والمعارضة تقاتل لكن الوضع الإنساني هناك كارثة». ومع ذلك ذكرت المعارضة أن الجيش كان «تقدم» ضدهم وكانوا خائفين من فقدان طرق توريد الأسلحة إلى العاصمة مما يشكل ضربة قاسية لمحاولاتهم الاستيلاء على دمشق. بحلول 27 يونيو وفقا للمرصد السوري لحقوق الإنسان سيطر الجيش السوري على أجزاء من برزة.
في 6 يوليو قامت القوات الحكومية بتفتيش المنطقة الصناعية في القابون. مع الاستيلاء على المنطقة الصناعية تم حصر القابون وتم قطع خطوط المعارضة باتجاه مدينة حرستا. حاصرت الدبابات تي-72 المنطقة بينما قصفت المدفعية على أرض مرتفعة في وسط العاصمة قابون بشدة لمدة أسبوع.
في 13 يوليو استولى الجيش على الجامع العامري في القابون.
في 14 يوليو ذكر مسؤول حكومي أن قوات الجيش استعادت 60 في المائة من منطقة جوبر. قاد مراسلون في جولة عسكرية في المناطق التي تم الاستيلاء عليها والتي عانت دمارا هائلا. استمر القتال أيضا حول مسجد العامري في القابون بعد أن استولى عليه الجيش مع 200 شخص كانوا في ذلك الوقت.
في 15 يوليو انتقلت القوات الحكومية المدعومة بالدبابات والمدفعية إلى القابون بعد اختراق دفاعات المعارضة. ادعى نشطاء المعارضة أن قوات الحرس الجمهوري اعتقلت مئات الأشخاص في الأماكن العامة لمنع مقاتلي المعارضة من ضرب قواتهم. في اليوم التالي أرسلت المعارضة تعزيزات إلى المنطقة.

### استمرار القتال

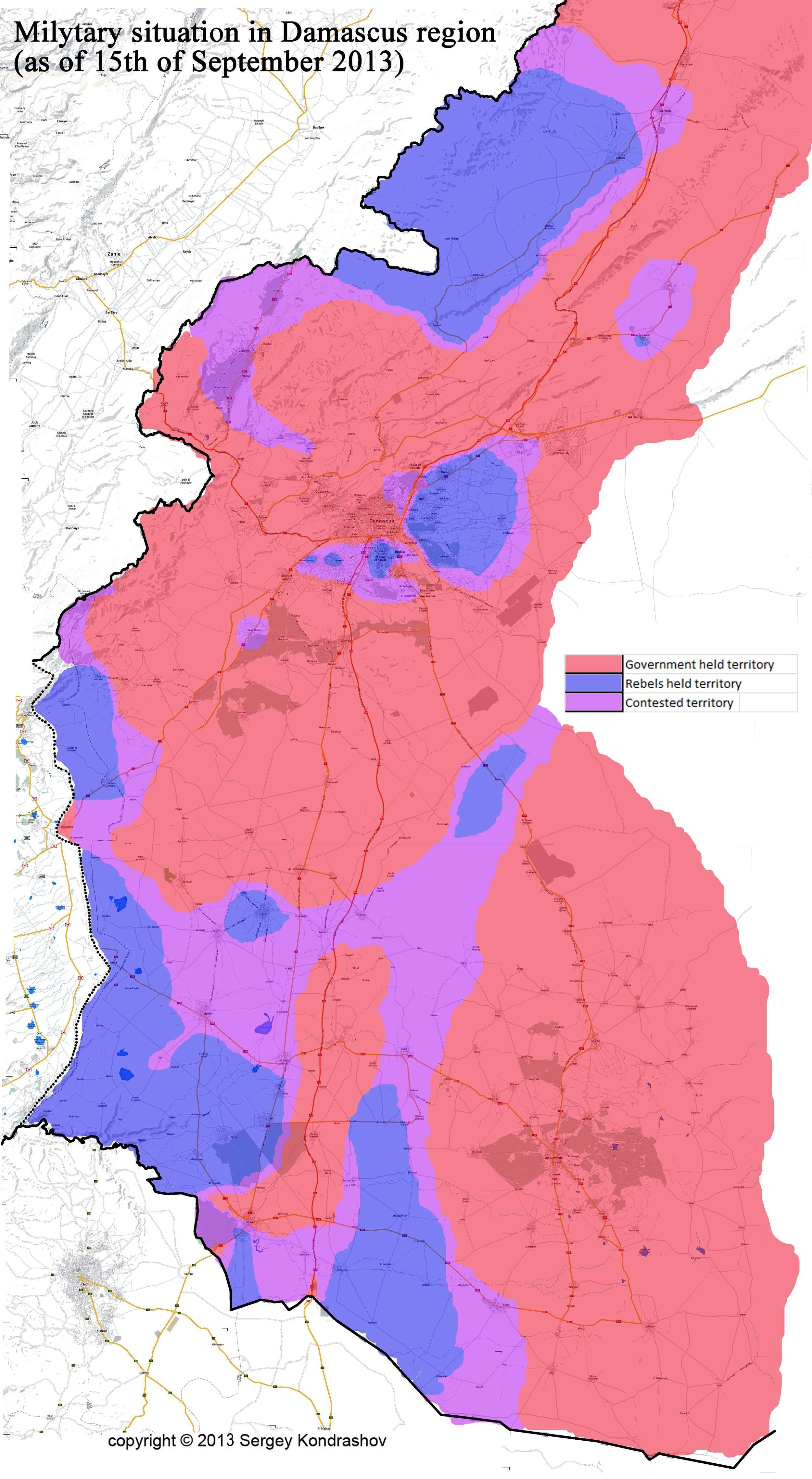
الأراضي التي تحتفظ بها القوات الحكومية والمعارضة أو تحت اشتباكات مستمرة حتى سبتمبر 2013.

في 21 يوليو نصبت قوات الحكومة كمينا لقوة معارضة بالقرب من بلدة عدرا شمال شرق دمشق. قتل 49 معارض. كما قتل ضابط من الحرس الجمهوري الذي قاد الكمين.
في 26 يوليو ادعى ضباط فلسطينيون مؤيدون للحكومة أنهم استولوا على ثلث مخيم اليرموك الذي تسيطر عليه المعارضة في القتال الذي شاركت فيه الميليشيات الفلسطينية الحكومية أيضا. بعد يومين ادعت المعارضة أنهم أسروا طريق جوبر-قابون السريع إلا أنه لم يتم تأكيده بشكل مستقل.
في 6 أغسطس وقع تمرد محتمل في صفوف القوات الحكومية بعد أن أعاد المئات من المليشيات الدرزية الذين ينتمون إلى ميليشيات «اللجان الشعبية» أسلحتهم إلى مراكزهم في منطقة جرمانا وتخلوا عن عودتهم إلى ديارهم. كانت عمليات الفرار إما بسبب اعتقال زعيم ميليشيات الدروز أو أفراد الميليشيات الذين لم يتلقوا رواتبهم أو عدم رغبة الميليشيا في السماح باستخدام منطقتهم كمنصة لقصف الغوطة الشرقية.
في اليوم التالي قتل 62 متمردا وفقد ثمانية منهم بعد كمين للجيش بالقرب من عدرا.
في 10 أغسطس اقتحم الجيش السوري بلدة الغزلانية وداهمت عدة منازل.
في 16 أغسطس أسفر إطلاق قذائف الهاون من قبل الجيش السوري على منطقة مليحة جنوب شرق دمشق عن مقتل ما لا يقل عن 14 مدنيا أربعة منهم أطفال. جاء قصف المساء في الوقت الذي كانت فيه القوات تضغط على هجوم دام شهرا في ضواحي دمشق في محاولة لإخلاء المنطقة من القواعد الخلفية للمعارضة وفقا للمرصد السوري لحقوق الإنسان.

### هجوم الغوطة بالغاز
في 21 أغسطس أدى هجوم كيميائي مزعوم على منطقة الغوطة إلى مقتل مئات الأشخاص من المدنيين والمعارضة على السواء. تراوحت تقديرات القتلى من 355 إلى 1,429.
في 22 أغسطس ووفقا للمعارضة السورية شن الجيش السوري هجوما جديدا على مواقع المعارضة في ريف دمشق. دخل الجيش أربين وحرستا وجوبر وزملكا وعين ترما لكن دون السيطرة الكاملة. لكنهم استولوا على نقاط إستراتيجية.

## فيما بعد - تجدد هجوم الجيش
كان الجيش السوري قد تعرض للتهديد بسبب تدخل غربي بعد هجمات الغوطة في عام 2013 وقد أعيد توطينه في أوائل سبتمبر.
في 1 سبتمبر قتل 46 مقاتلا من المعارضة بعد أن هاجموا مواقع للجيش في الرهيبة شمال شرق دمشق. بدأ القتال في الفجر واستمر طوال اليوم بما في ذلك الغارات الجوية على الرهيبة والاشتباكات خارج المدينة. في اليوم التالي للمرة الثالثة في أكثر من شهر نصبت قوات الحكومة كمينا للمعارضة في منطقة عدرا الصناعية مما أسفر عن مقتل 29 مقاتلا معارضًا.
في 3 سبتمبر اقتحمت المعارضة من الجيش السوري الحر موقعا حكوميا في منطقة القلمون الجبلية.
في 6 سبتمبر شن الجيش عملية مع نية واضحة لاستعادة مدينة معضمية الشام. في 8 سبتمبر وفقا للمرصد السوري لحقوق الإنسان استمر القتال في شمال معضمية الشام.
بمجرد أن هددت الغارات الجوية الغربية بالهجوم شن الجيش هجوما جديدا على مواقع المعارضة في 10 سبتمبر ولا سيما في الضواحي الجنوبية لدمشق.